# Raffinerie de Jurong - Pulau Ayer Chawan
La raffinerie de Jurong - Pulau Ayer Chawan est un complexe de raffinage détenu par ExxonMobil et situé dans la cité-État de Singapour. D'une capacité de raffinage de 605 000 barils par jour, c'est l'une des plus importantes raffineries au monde et la plus grande du groupe ExxonMobil.

## Histoire
La raffinerie est située sur deux sites reliés l'un à l'autre par des oléoducs. Le premier site a été mis en service en 1966 dans le quartier de Jurong, le second site a lui été ouvert quelques années plus tard en 1970 à Pulau Ayer Chawan (PAC), sur l'île de Jurong.

## Accidents
Plusieurs accidents mortels ont été rapportés pour les deux sites :
- En 2007, deux ouvriers sont tués et deux autres blessés à la suite d'un incendie dans une unité de distillation de PAC[3].
- En 2008, un ouvrier est tué à la suite d'un incident électrique à Jurong[4].
- En 2011, deux ouvriers sont retrouvés inconscients à Jurong dans un espace clos saturé d'azote ; l'un décède à la suite de ses blessures[4].